# Лесорубы (клуб по американскому футболу, Ужгород)
«Лесорубы» (укр. Лісоруби) — украинский клуб по американскому футболу из Ужгорода. Основан в 1999 году. Выступал в чемпионате Украины, где трижды становился победителем (2009, 2015, 2017). Президентом клуба является Фёдор Шандор.

## История
Американский футбол появился на Закарпатье в конце 1998 года благодаря членам миссионерской организации «Христианство и спорт» — канадцу Рэнди Фризену и россиянину Александру Дмитриеву. Позднее к ним присоединился Виталий Фурсов. Для развития этого вида спорта в Ужгороде была создана организация «Корнерстоун», которая финансировала занятия американским футболом за счёт платных курсов английского языка.
На базе Ужгородского национального университета сформировали команду «Лесорубы», экипировку для которой передали в качестве благотворительной помощи из штата Огайо. Свой первый матч футболисты сыграли 11 сентября 1999 года на стадионе спорткомплекса университета против винницких «Волков».
Первым турниром для ужгородцев стал «Донбасс Арена Боул» в 2000 году. В этом же году «Лесорубы» начинают выступать в чемпионате Украины, который заканчивается для клуба пятой позицией из шести команд-участниц. Уже в следующем году «Лесорубы» попадают в число призёров, заняв третье место, чему способствовал отказ ряда команд от участия в финальных играх.
В 2003 году команда прекращает существование, а большинство её игроков переходят в другой ужгородский клуб — «Воины». Возрождение команды начинается в 2008 году, «Лесорубы» проводят товарищеский матч против «Воинов», а в 2009 году выигрывают Кубок Ужгорода и возвращается в чемпионат Украины, объединив под своими знамёнами лучших игроков региона.
Финал турнира 2009 года, состоявшийся на киевском «Спартаке», завершился триумфом закарпатской команды — победа 35:12 над «Зубрами» из Минска, принеся клубу первый чемпионский титул. В 2010 году команда делает ставку на омоложение состава, из-за чего играет только в Первой лиге. Шестеро игроков «Лесорубов» (Юрий Нагорняк, Василий Иордан, Максим Недзельский, Виталий Мельник, Евгений Рахимов и Павел Лесив) в 2011 году присоединились к венгерскому клубу «Тигры», который благодаря ужгородцам становится чемпионом страны.
В 2013 году «Лесорубы» отправляются в Венгрию, где в полуфинале побеждают «Ньиредьхаза Тайгерс» со счётом 24:6, а в финале обыгрывают «Мишкольц Ренегейдс» (18:12). По итогам турнира Павел Лесив был признан лучшим нападающим турнира, а Василий Йордан — лучшим игроком.
Вернуться в Высшую лигу Украины «Лесорубам» удаётся в 2015 году. Сразу же «Лесорубы» выходят в финал, где в решающем поединке обыгрывают киевских «Бандитов» (34:21). Важную роль в победе сыграли игроки ужгородского клуба из США. Особенно отличался ресивер-легионер Трой Райс, позвавший способность самостоятельно противостоять сразу нескольким защитникам оппонентов. Третье в истории чемпионство «Лесорубы» добыли в 2017 году, сломив в финале сопротивление киевских «Бандитов» (44:30).
С началом боевых действий в 2022 году большинство игроков команды вступили в ряды Вооружённых сил Украины. Одним из них был Роман Богуславский, погибший в боях в Херсонской области.

## Достижения
Чемпионат Украины:
- Первое место: 2009, 2015, 2017, 2021 (флаг-футбол)[9]
- Третье место: 2001, 2002, 2016

Первая лига Украины:
- Первое место: 2013[10], 2014[11]

Кубок Украины:
- Третье место: 2024 (флаг-футбол)[12]